# Stenacis triradiatus
Espèce
Le Phytopte des galles des pousses de saules, Stenacis triradiatus, est une espèce d'acariens prostigmates de la famille des Eriophyidae qui vit dans des galles en forme de balai de sorcière sur les Saules, visible en été.

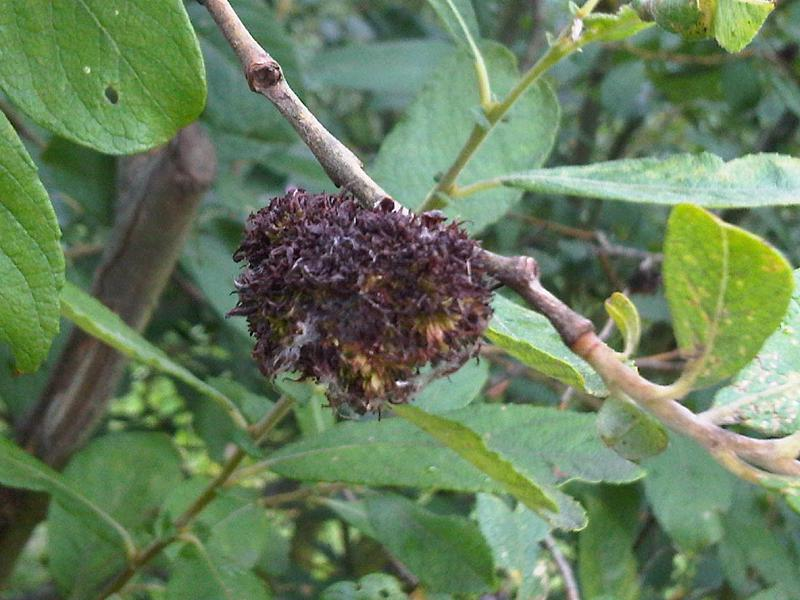
Galle sur Saule marsault

Plusieurs espèces d'acariens gallicoles vivent en inquilinisme dans la galle. La littérature cécidologique affirme généralement que Stenacis triradiatus est le créateur de celle-ci. Or, il semble qu'il ne soit pas responsable de sa formation. L'initiatrice serait une bactérie du genre Phytoplasme. 
Cette galle où vit Stenacis triradiatus se retrouve sur de nombreuses espèces de Saules dont Salix alba, Salix aurita, Salix babylonica, Salix caprea, Salix cinerea, Salix xfragilis, Salix glauca, Salix phylicifolia, Salix purpurea, Salix repens et sa sous-espèce rosmarinifolia et Salix triandra.

## Synonymie
Stenacis triradiatus a pour synonymes :
- Aceria triradiata (Nalepa, 1892)[2],[3]
- Phytoptus triradiatus Nalepa, 1892 (protonyme)[2],[3]
- Stenacis triradiata (Nalepa, 1892)[2]